# Sequoia sempervirens
Sequoia sempervirens, numit uneori și sequoia sempervirescent, este o specie de arbore originar din America de Nord. Numele este un omagiu adus lui Sequoyah, un nativ american Cherokee care a creat alfabetul Cherokee. Sequoia sempervirens a existat și în Europa înainte de epoca de gheață. A fost reintrodus în Europa în secolul al XIX-lea în scopuri ornamentale.
Sequoia sempervirens este specia de plantă cea mai înaltă din lume, care poate depăși 100 de metri și cea care poate trăi cel mai mult, chiar până la 2000 de ani.